# Forte do Cais

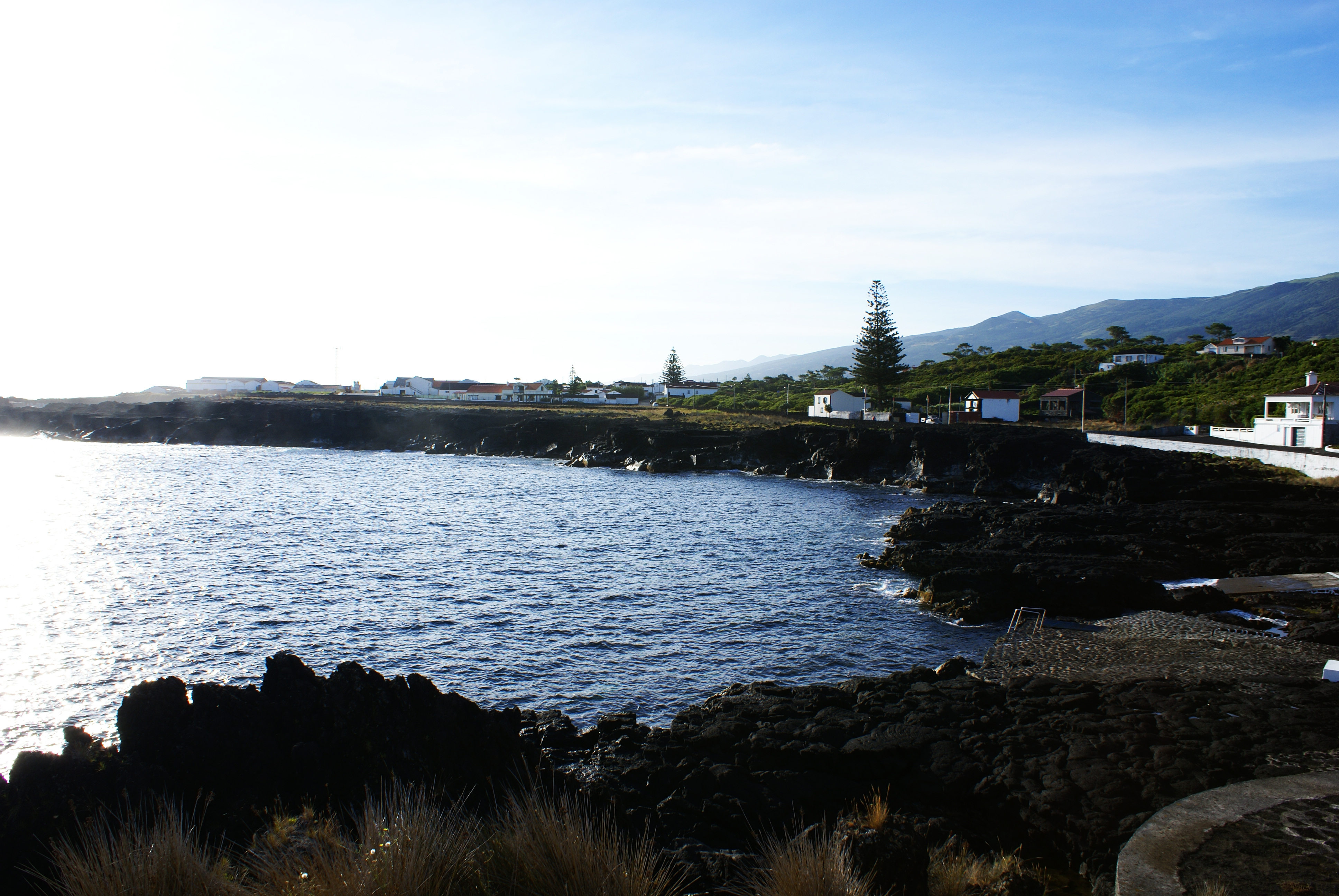
Cais do Pico, São Roque do Pico.

O Forte do Cais localizava-se no Cais do Pico, na vila e freguesia de São Roque do Pico, no concelho de São Roque do Pico na ilha do Pico, nos Açores.
Em posição dominante sobre este trecho do litoral, constituiu-se em uma fortificação destinada à defesa deste ancoradouro contra os ataques de piratas e corsários, outrora frequentes nesta região do oceano Atlântico.

## História
Pode ser a estrutura que se encontra referida como "Dous Redutos da Madalena, e a arèa larga, e S. Roque." na relação "Fortificações nos Açores existentes em 1710", no contexto da Guerra da Sucessão Espanhola (1702-1714).
A "Relação" do marechal de campo Barão de Bastos em 1862 refere-o e informa que "Tem uma pequena caza arruinada", e que "Apenas existem vestigios de fortificação". A seu respeito observa ainda:
"Pode desde já desprezar-se, entregando-se a caza arruinada á Camara Municipal da Villa como ella reclama, visto ter sido edificado á custa do municipio á 30 annos pouco mais ou menos."
A estrutura não chegou até aos nossos dias.